# Die Suiderstem
Die Suiderstem (De Zuiderstem) was een Kaapstads middagblad van de Verenigde Party (Verenigde Partij) van 1936 tot 1949. 
In 1932 fuseerden de twee kranten De Zuid-Afrikaan vereenigd met Ons Land (algemeen bekend als Ons Land) en De Goede Hoop. Beide kranten waren pro-Zuid-Afrikaanse Partij. Door geldschulden hield de krant op met bestaan.